# Palmital
Palmital là một đô thị ở bang São Paulo của Brasil. Khu định cư này được thiết lập ngày 20/01/1885 và được lập thành đô thị ngày 21/04/1920.

## Địa lý
Đô thị này nằm ở vĩ độ 22º47'20" độ vĩ nam và kinh độ 50º13'03" độ vĩ tây, trên khu vực có độ cao 508 m. Dân số năm 2004 ước tính là 21.736 người. Đô thị này có diện tích 549,04 km².

## Thông tin nhân khẩu
Dữ liệu dân số theo điều tra dân số năm 2000
Tổng dân số: 20.701
- Dân số thành thị: 16.792
- Dân số nông thôn: 3.909
- Nam giới: 10.252
- Nữ giới: 10.449

Mật độ dân số (người/km²): 37,71
Tỷ lệ tử vong trẻ sơ sinh dưới 1 tuổi (trên một triệu người): 22,18
Tuổi thọ bình quân (tuổi): 68,16
Tỷ lệ sinh (số trẻ trên mỗi bà mẹ): 2,31
Tỷ lệ biết đọc biết viết: 90,77%
Chỉ số phát triển con người (HDI-M): 0,783
- Chỉ số phát triển con người - Thu nhập: 0,770
- Chỉ số phát triển con người - Tuổi thọ: 0,719
- Chỉ số phát triển con người - Giáo dục: 0,861

(Nguồn: IPEADATA)

### Sông ngòi
- Sông Paranapanema
- Sông Pari

### Các xa lộ
- SP-327
- SP-375